# Christopher Hogwood
Christopher Jarvis Haley Hogwood (Nottingham, 10 de septiembre de 1941 – Cambridge, 24 de septiembre de 2014) fue un director de orquesta, clavicembalista y musicólogo británico.

## Biografía
Christopher Hogwood nació en Nottingham. Estudió música y literatura clásica en el Pembroke College, Cambridge. Estudió ejecución y dirección orquestal con Raymond Leppard y Thurston Dart; después se perfecciona en el clavecín con Rafael Puyana y Gustav Leonhardt. El British Council le permitió estudiar un año en Praga.
En 1967 Hogwood fundó el Early Music Consort of London con David Munrow, y en 1973 fundó la Academy of Ancient Music, especializada en ejecuciones de música del Barroco y del Clasicismo con instrumentos del período. El Early Music Consort se deshizo después del suicidio de Munrow en 1976, pero Hogwood continuó ejecutando y grabando con la Academy of Ancient Music y también como director invitado en muchas otras orquestas.
Desde 1981, Hogwood dirigió regularmente en los Estados Unidos. Sirvió como director artístico de la Handel and Haydn Society, de Boston, entre 1986 y 2001. Desde entonces tenía el título de Director Laureado del mismo grupo. De 1983 a 1985 Hogwood fue director artístico del Festival Mostly Mozart en el Barbican Centre de Londres. De 1987 a 1992 fue director musical de la Orquesta de Cámara San Pablo en Minnesota, que lo nombró su principal director invitado.
Hogwood también dirigió habitualmente ópera. Hizo su debut operático en 1983, dirigiendo Don Giovanni en San Luis, Misuri. Trabajó con la Ópera Estatal de Berlín, la Ópera Real de Estocolmo, la Royal Opera House en Covent Garden, Chorégies d'Orange y la Houston Grand Opera. Con la Ópera de Australia hizo Idomeneo en 1994 y La clemenza di Tito en 1997 Ifigenia en Táuride.
En mayo de 2006 se anunció que Richard Egarr sucedería a Hogwood como Director Musical de la Academy of Ancient Music el 1 de septiembre y que Hogwood asumiría el título de director emérito. Hogwood dijo que esperaba dirigir «al menos un proyecto grande» con la Academia cada año.
Si bien Hogwood era más conocido en el repertorio barroco y clásico, también ejecutaba música romántica y contemporánea, con una afinidad particular por las escuelas neobarrocas y neoclásicas, incluyendo muchas obras de Stravinski, Martinu y Hindemith.
Las publicaciones de Hogwood abarcan una investigación del patronazgo a través del tiempo (Music at Court), estudios biográficos de Händel, Haydn y Mozart, una historia de la trío sonata, e investigaciones sobre música británica, inclusive un libro sobre la Música acuática y la Música para los reales fuegos artificiales de Händel.
Desde 1992 fue profesor internacional de Ejecución de Música Antigua en la Royal Academy of Music y profesor visitante del King's College de Londres. Entgre sus puestos académicos figuran asimismo Profesor Honorario de Música de la Universidad de Cambridge y Fellowships en el Jesus College y Pembroke College (Cambridge).